# Anforderungsanalyse (Informatik)
Die Anforderungsanalyse (englisch requirements analysis) ist in der Informatik ein Teil des Systementwicklungsprozesses (u. a. neben dem Anforderungsmanagement) sowie ein Teil der Business-Analyse. Ziel ist es, die Anforderungen des Auftraggebers an das zu entwickelnde System zu ermitteln, zu strukturieren und zu prüfen. Das Ergebnis einer Anforderungsanalyse wird meistens in einem Lastenheft dokumentiert oder bei einer agilen Softwareentwicklung resultiert daraus ein Product Backlog.

## Bestandteile
Führende Organisationen nennen für die Anforderungsanalyse folgende Bestandteile:

### Nach IEEE
Laut IEEE kann das requirements engineering unterteilt werden in:
- Anforderungserhebung (requirements elicitation),
- Anforderungsanalyse (requirements analysis),
- Anforderungsspezifikation (requirements specification) und
- Anforderungsbewertung (requirements validation)

Diese Tätigkeiten überlappen einander und werden oft auch mehrfach – iterativ – durchgeführt.

### Nach CMMI
Das Software Engineering Institute (SEI) der Carnegie Mellon Universität unterscheidet in ihrem Capability Maturity Model Integration
- die Entwicklung der Anforderungen und
- das Management von Anforderungen.

### Nach Volere
In dem von den Robertsons entwickelten Vorgehensmodell Volere existieren
- Anforderungsspezifikation,
- Stakeholder-Analyse,
- Bedarfsanalyse,
- Analyse der Priorisierung und
- Aufzeichnung der elementaren Anforderungen.

### Nach IIBA
Das International Institute of Business Analysis (IIBA) führt zu diesem Thema im Business Analysis Body of Knowledge (BABOK) drei Kapitel auf:
- Anforderungserhebung: Anforderungen der Stakeholder ermitteln,
- Anforderungs-Management & Kommunikation: Anforderungen verwalten und kommunizieren, wiederverwendbare Anforderungen identifizieren, Anforderungen zusammenstellen, Anforderungen zur Genehmigung vorbereiten, Anforderungsänderungen managen,
- Anforderungsanalyse: Anforderungen priorisieren, strukturieren, Anforderungen in Textform dokumentieren, Anforderungen mit Grafiken/Modellen dokumentieren, auf inhaltliche Qualität prüfen, auf Übereinstimmung mit den Zielen prüfen.

### Nach IREB
Das International Requirements Engineering Board (IREB) listet zu diesem Thema im Lehrbuch für die Zertifizierung zum Certified Professional for Requirements Engineering (CPRE) vier Kapitel auf:
- Ermitteln: Beim Ermitteln der Anforderungen werden verschiedene Techniken genutzt, um die Anforderungen der Stakeholder und anderer Quellen zu gewinnen, zu detaillieren und zu verfeinern.
- Dokumentieren: Durch die Dokumentation werden erarbeitete Anforderungen adäquat beschrieben.
- Prüfen und abstimmen: Dokumentierte Anforderungen müssen frühzeitig geprüft und abgestimmt werden, um zu gewährleisten, dass sie allen geforderten Qualitätskriterien genügen.
- Verwalten: Die Anforderungsverwaltung geschieht flankierend zu allen anderen Aktivitäten und umfasst alle Maßnahmen, die notwendig sind, um Anforderungen zu strukturieren, für unterschiedliche Rollen aufzubereiten sowie konsistent zu ändern und umzusetzen.

## Vorgehen
In allen oben genannten Modellen existieren die folgenden Schritte in der einen oder anderen Form. Dabei werden Anforderungen gesammelt (englisch elicitation); durch Analyse soll ein gemeinsames Verständnis hergestellt werden; die Anforderungen werden textlich oder in Modellen dokumentiert, d. h. spezifiziert. Danach wird üblicherweise geprüft, ob das Ganze noch stimmig ist (englisch validation). Rund um diese Schritte existiert Verwaltung und Management des Prozesses.

### Ermittlung, Analyse
Beim Sammeln der Anforderungen (engl. elicitation) ist der Übersetzungsprozess zwischen Fachseite und Entwickler von besonderer Bedeutung. Folgende Kriterien sind zu erfüllen:
vollständigAlle Anforderungen des Kunden müssen explizit beschrieben sein, es darf keine impliziten Annahmen des Kunden über das zu entwickelnde System geben.
eindeutig definiert / abgegrenztPräzise Definitionen helfen, Missverständnisse zwischen Entwickler und Auftraggeber zu vermeiden.
verständlich beschriebenDamit sowohl der Auftraggeber als auch der Entwickler mit vertretbarem Aufwand die gesamten Anforderungen lesen und verstehen kann.
atomarEs darf nur eine Anforderung pro Abschnitt oder Satz beschrieben sein. Das Kriterium für ein „Atom“ sollte die Entscheidbarkeit einer Anforderung sein.
identifizierbarJede Anforderung muss eindeutig identifizierbar sein (z. B. über eine Kennung oder Nummer).
einheitlich dokumentiertDie Anforderungen und ihre Quellen sollten nicht in unterschiedlichen Dokumenten stehen oder unterschiedliche Strukturen haben.
nachprüfbarDie Anforderungen sollten mit Abnahmekriterien verknüpft werden, damit bei der Abnahme geprüft werden kann, ob die Anforderungen erfüllt wurden. Testfälle werden aus den Abnahmekriterien abgeleitet. Siehe auch Verifizierung.
rück- und vorwärtsverfolgbarEs muss nachverfolgbar sein, ob eine Anforderung vollständig erfüllt wurde (vorwärts). Ebenso soll für jede implementierte Funktionalität kontrollierbar sein, aufgrund welcher Anforderungen sie erstellt wird (rückwärts), um Überflüssiges zu vermeiden. Siehe Rückverfolgbarkeit (Anforderungsmanagement).
konsistentDie definierten Anforderungen sind untereinander widerspruchsfrei.
Das Ergebnis der Anforderungsaufnahme ist eine Liste mit Anforderungen. Diese kann z. B. in ein Lastenheft überführt werden.

### Strukturierung und Abstimmung
Nach der Erfassung muss eine Strukturierung und Klassifizierung der Anforderungen vorgenommen werden. Damit erreicht man, dass die Anforderungen übersichtlicher werden. Dies wiederum erhöht das Verständnis der Beziehungen zwischen den Anforderungen. Kriterien sind hierbei:
abhängigAnforderungen müssen daraufhin überprüft werden, ob eine Anforderung die Voraussetzung für eine andere ist, sie sich gegenseitig bedingen oder sich unabhängig voneinander realisieren lassen.
zusammengehörigAnforderungen, die fachlich-logisch zusammengehören, sollen nicht allein realisiert werden.
rollenbezogenJede Benutzergruppe hat ihre eigene Sicht auf die Anforderungen, die damit unterstützt werden soll, siehe Benutzerrolle.
Weitere Strukturierungsmöglichkeiten sind funktionale und nichtfunktionale Anforderungen sowie fachlich motivierte (fachliche und technische) und technisch motivierte (nur technische) Anforderungen. Die so strukturierten Anforderungen müssen dann zwischen Kunde und Entwickler abgestimmt werden. Diese Abstimmung kann gegebenenfalls zu einem iterativen Prozess werden, der zur Verfeinerung der Anforderungen führt.

### Prüfung und Bewertung
Nach der Strukturierung, zum Teil auch parallel dazu, erfolgt die Qualitätssicherung der Anforderungen nach Qualitätsmerkmalen:
korrektDie Anforderungen müssen untereinander widerspruchsfrei sein. Siehe Korrektheit.
machbarDie Anforderung muss realisierbar sein. Siehe Machbarkeit.
notwendigWas nicht vom Auftraggeber gefordert wird, ist keine Anforderung.
priorisiertEs muss erkennbar sein, welche Anforderungen die wichtigsten sind. Ziel der Priorisierung ist es, häufig benötigte oder dem Kunden besonders wichtige Funktionen vor den weniger häufig benötigten bereitzustellen. Man erreicht es über eine Quantifizierung der Funktionszweige.
nutzbar, nützlichAuch bei teilweiser Realisierung soll bereits ein produktives System entstehen.
Das Ergebnis der Prüfung stellt die Basis für das Pflichtenheft dar. Die Bewertungen stehen teilweise in Konkurrenz zueinander. Eine Realisierung von nur als hoch priorisierten Aufgaben erbringt nicht automatisch ein produktives System. Bei der Bewertung ist nicht nur die Einzelfunktion für sich, sondern auch ihr Wirken im Gesamtsystem zu betrachten.